# Ural Airlines

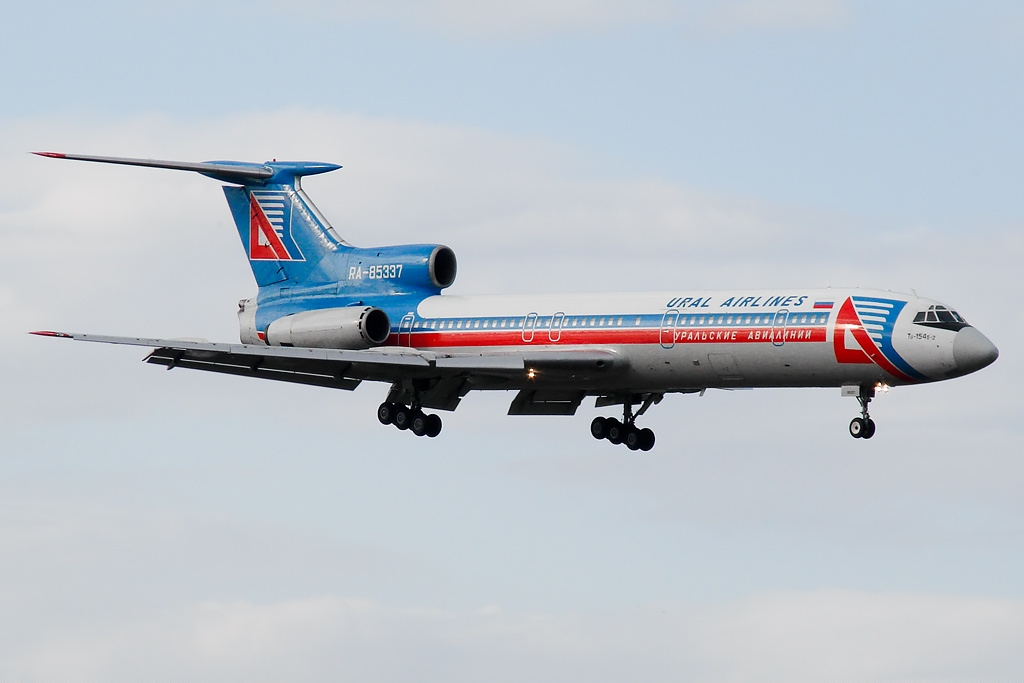
Samolot Tu-154B-2 w starszym malowaniu przewoźnika

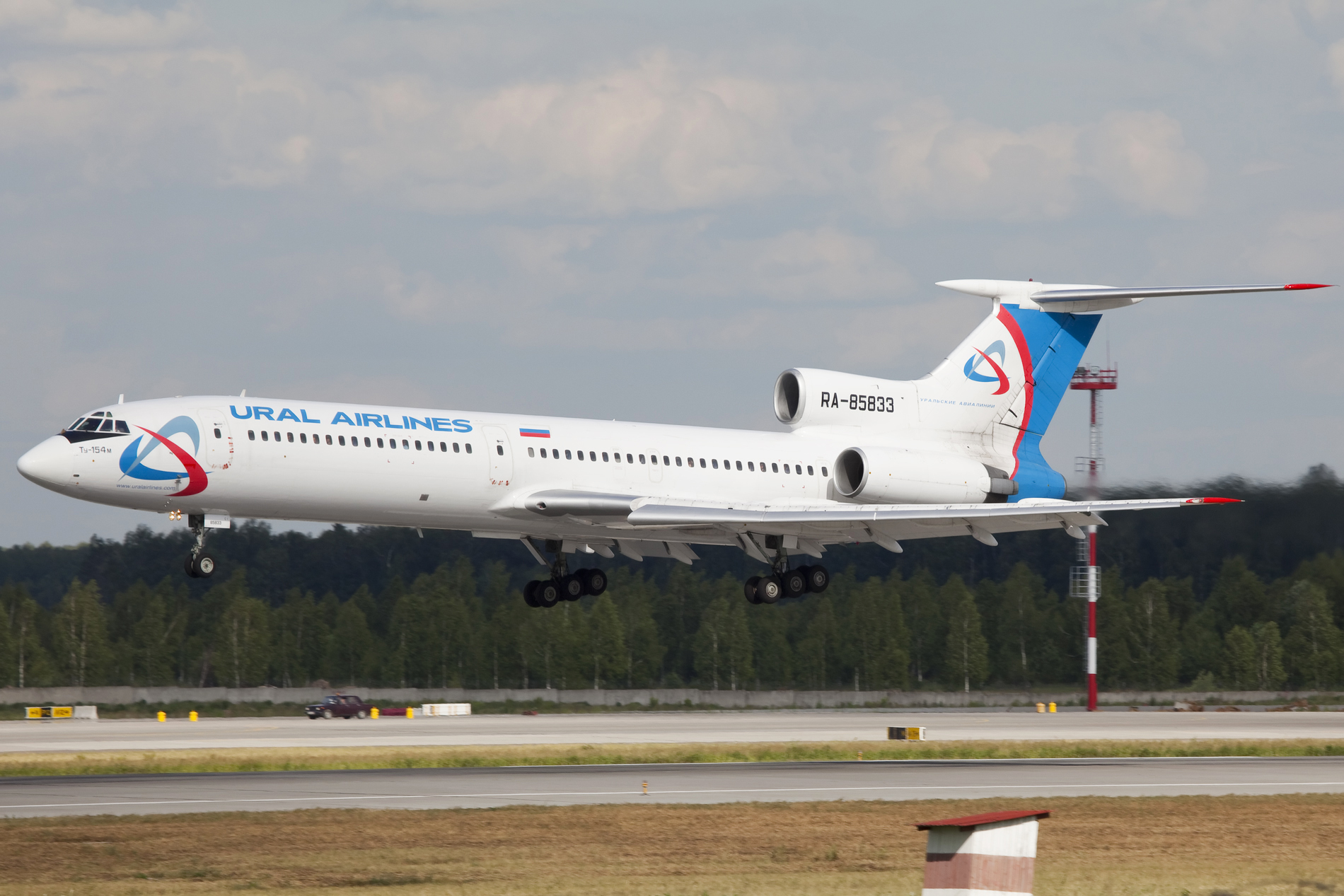
Samolot Tu-154M linii Ural Airlines

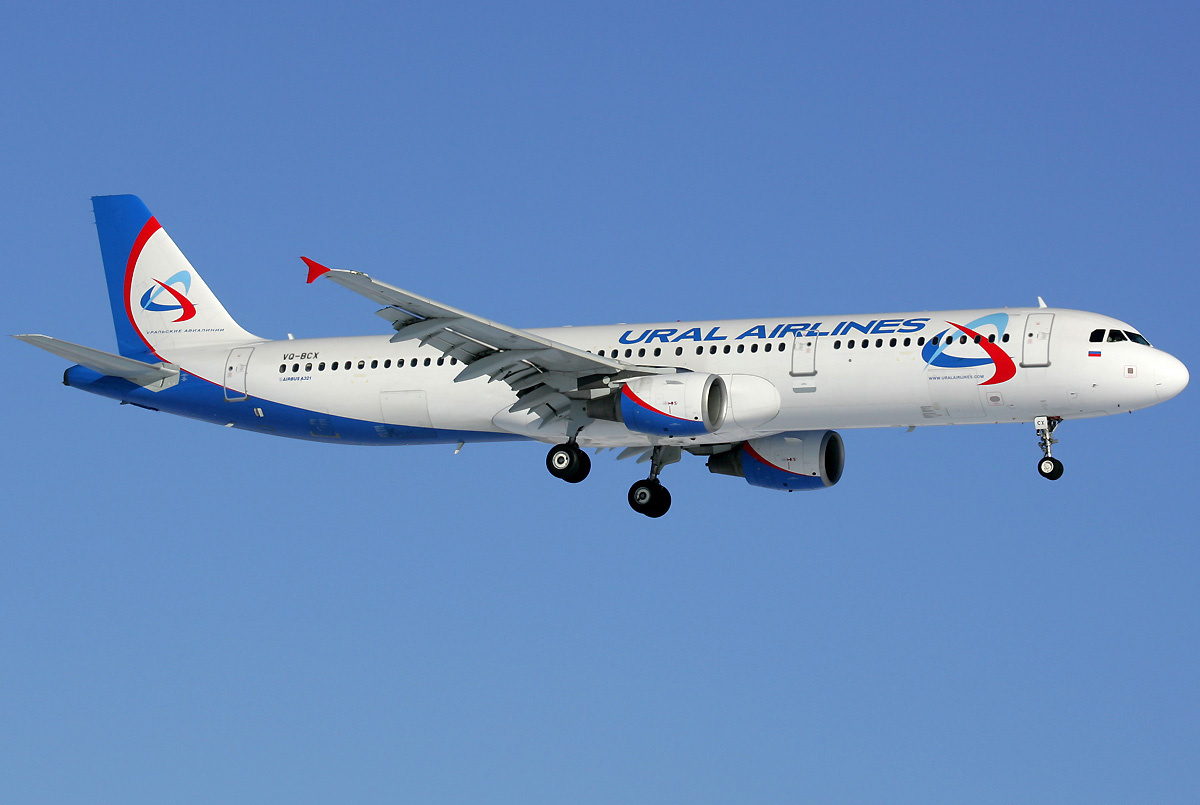
Airbus A321 w barwach Ural Airlines

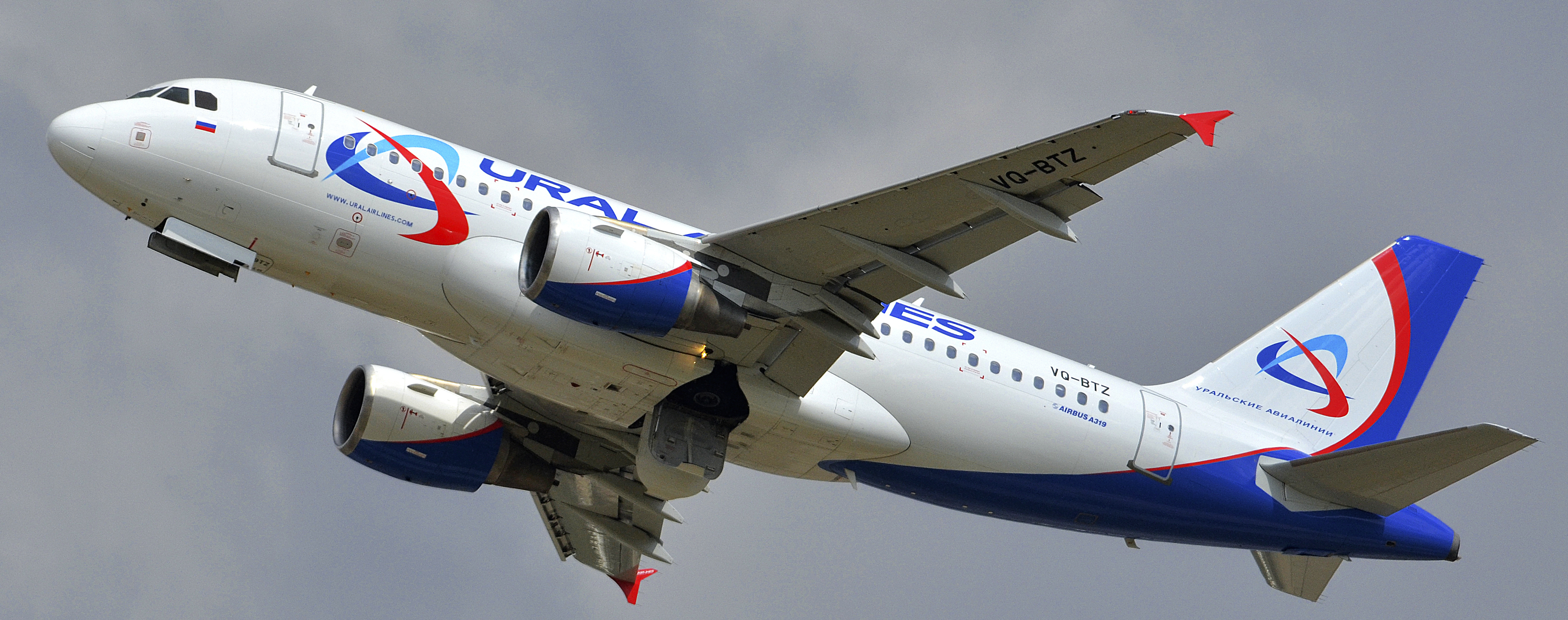
Airbus A319 w barwach Ural Airlines

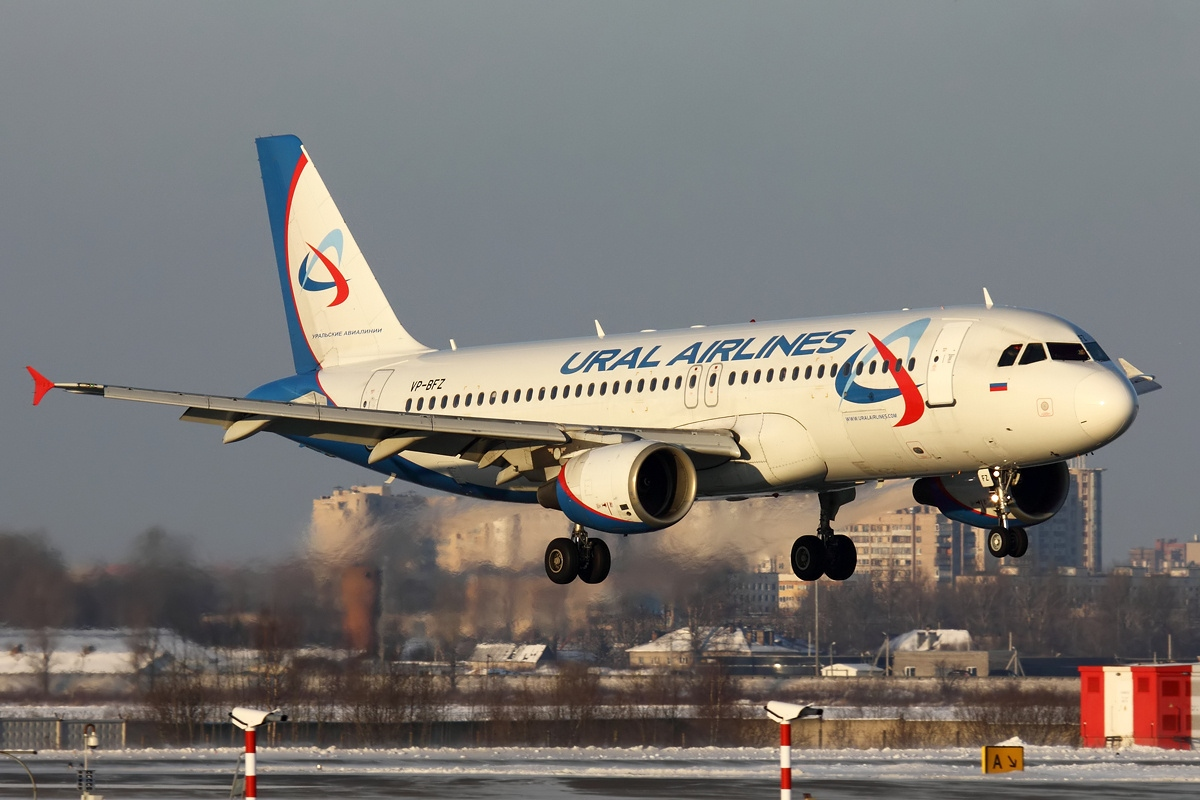
Airbus A320 linii Ural Airlines

Ural Airlines – rosyjska linia lotnicza z siedzibą w Jekaterynburgu. Głównym węzłem jest port lotniczy Jekaterynburg.

## Połączenia codeshare
Linia oferuje połączenia codeshare z następującymi liniami lotniczymi:
- Austrian Airlines
- České aerolinie
- Finnair

## Flota
Flota Ural Airlines, stan z dnia 24 października 2015 roku:
| Model           | Ilość |
| --------------- | ----- |
| Airbus A319-100 | 6     |
| Airbus A320-200 | 19    |
| Airbus A321-200 | 10    |
| Razem:          | 35    |

## Porty docelowe

### Azja
- Armenia
  - Erywań - Port lotniczy Erywań
- Azerbejdżan
  - Baku - Port lotniczy Baku
  - Gandża - Port lotniczy Gandża
- Chiny
  - Pekin - Port lotniczy Pekin
- Cypr
  - Larnaka - Port lotniczy Larnaka
- Izrael
  - Tel Awiw-Jafa - Port lotniczy Tel Awiw-Ben Gurion
- Japonia
  - Sapporo - Port lotniczy Sapporo-Chitose
- Kazachstan
  - Ałmaty - Port lotniczy Ałmaty
- Tadżykistan
  - Duszanbe - Port lotniczy Duszanbe
- Tajlandia
  - Bangkok - Port lotniczy Bangkok-Suvarnabhumi
- Uzbekistan
  - Namangan - Port lotniczy Namangan
  - Taszkent - Port lotniczy Taszkent
- Zjednoczone Emiraty Arabskie
  - Dubaj - Port lotniczy Dubaj

### Europa
- Bułgaria
  - Burgas - Port lotniczy Burgas (sezonowo)
  - Sofia - Port lotniczy Sofia
  - Warna – Port lotniczy Warna (sezonowo)
- Chorwacja
  - Pula - Port lotniczy Pula
- Czarnogóra
  - Tivat - Port lotniczy Tivat
- Czechy
  - Praga - Port lotniczy Praga-Ruzyně
- Grecja
  - Saloniki - Port lotniczy Saloniki-Makedonia
  - Heraklion - Port lotniczy Heraklion
- Hiszpania
  - Barcelona - Port lotniczy Barcelona
- Rosja
  - Anapa - Port lotniczy Anapa
  - Czyta - Port lotniczy Czyta
  - Czelabińsk - Port lotniczy Czelabińsk
  - Gelendżyk - Port lotniczy Gelendżyk
  - Irkuck - Port lotniczy Irkuck
  - Kemerowo - Port lotniczy Kemerowo
  - Krasnodar - Port lotniczy Krasnodar
  - Krasnojarsk - Port lotniczy Krasnojarsk
  - Mineralne Wody - Port lotniczy Mineralne Wody
  - Jakuck - Port lotniczy Jakuck
  - Jekaterynburg - Port lotniczy Jekaterynburg Hub
  - Moskwa
    - Port lotniczy Domodiedowo
    - Port lotniczy Szeremietiewo
    - Port lotniczy Żukowskij

  - Nadym
  - Niżniewartowsk - Port lotniczy Niżniewartowsk
  - Nowokuźnieck
  - Nowosybirsk - Port lotniczy Nowosybirsk-Tołmaczowo
  - Nowy Urengoj
  - Salechard - Port lotniczy Salechard
  - Petersburg - Port lotniczy Petersburg-Pułkowo
  - Samara - Port lotniczy Samara
  - Soczi - Port lotniczy Soczi-Adler
  - Ufa - Port lotniczy Ufa
  - Władywostok - Port lotniczy Władywostok
- Turcja
  - Antalya - Port lotniczy Antalya
- Ukraina
  - Symferopol - Port lotniczy Symferopol